# Hemipares
Hemipares är en (mild) muskelsvaghet, mild förlamning, i ena kroppshalvan.